# باب الحكم
باب الحكم (بالفارسية: باب‌الحکم) هي قرية تقع في إيران في قسم صحرا الريفي. يقدر عدد سكانها بـ 927 نسمة بحسب إحصاء 2016.